# 고바야시박쥐
 고바야시박쥐(Eptesicus koyabashii)는 애기박쥐과에 속하는 박쥐의 일종이다. 서선졸망박쥐 또는 북방문둥이박쥐라는 이름으로도 불린다. 다 자란 고바야시박쥐의 몸길이는 6.0~6.3cm, 꼬리 길이는 4.6~4.8cm, 날개 길이는 4.5~4.7cm이다. 한국에서만 발견된다. 보타문둥이박쥐(Eptesicus bottae)의 변종으로 추정하기도 한다.

현재는 Eptesicus serotinus의 동종이명이다.